# Fillmore n.º 96
Fillmore n.º 96 es un municipio rural canadiense situado en la provincia de Saskatchewan.

## Superficie
Fillmore n.º 96 tiene una superficie de 815,57 km².

## Demografía
En 2021, tenía 224 habitantes, una densidad poblacional de 0,3 hab./km², y 124 viviendas.